# Municipio de Washington (condado de Fulton)
El municipio de Washington (en inglés: Washington Township) es un municipio ubicado en el condado de Fulton en el estado estadounidense de Arkansas. En el año 2010 tenía una población de 406 habitantes y una densidad poblacional de 3,88 personas por km².

## Geografía
El municipio de Washington se encuentra ubicado en las coordenadas 36°27′50″N 91°51′57″O / 36.46389, -91.86583. Según la Oficina del Censo de los Estados Unidos, el municipio tiene una superficie total de 104.66 km², de la cual 104,62 km² corresponden a tierra firme y (0,03 %) 0,04 km² es agua.

## Demografía
Según el censo de 2010, había 406 personas residiendo en el municipio de Washington. La densidad de población era de 3,88 hab./km². De los 406 habitantes, el municipio de Washington estaba compuesto por el 97,04 % blancos, el 1,23 % eran amerindios y el 1,72 % eran de una mezcla de razas. Del total de la población el 0,25 % eran hispanos o latinos de cualquier raza.